# Rudolf Christoph Freiherr von Gersdorff
Rudolf Christoph Freiherr von Gersdorff (27 tháng 3 năm 1905 - 27 tháng 1 năm 1980) là một sĩ quan trong Quân đội Đức. Ông cố gắng ám sát Adolf Hitler bằng cách đánh bom tự sát vào ngày 21 tháng 3 năm 1943; kế hoạch thất bại khi Hitler rời đi sớm, nhưng Gersdorff không bị phát hiện. Cùng tháng đó, những người lính trong đơn vị của anh ta đã phát hiện ra những ngôi mộ tập thể của vụ thảm sát Katyn do Liên Xô gây ra.

## Thời trẻ
Rudolf Christoph von Gersdorff sinh ra trong một gia đình quân nhân của giới quý tộc Silesian. Ông là con trai thứ hai của Nam tước Ernst von Gersdorff và người phối ngẫu Christine (nữ bá tước zu Dohna-Schlodien). Năm 1934, Gersdorff kết hôn với Renata Kracker von Schwartzenfeldt (1913 Hóa1942), đồng thừa kế với gia đình công nghiệp giàu có của Silesian là von Kramsta, người mà ông có một con gái, Eleonore. Gersdorff sau đó kết hôn với Eva-Maria von Waldenburg, người là hậu duệ trực tiếp của Hoàng tử Augustus của nước Phổ, mặc dù thông qua một đường dây bất hợp pháp. Trước đây cô đã kết hôn với Kurt von Wallenberg-Pachaly. Cuộc hôn nhân thứ ba và cuối cùng của anh là Irmgard Löwe. Rudolf gia nhập Reichswehr với tư cách là một sĩ quan sĩ quan vào năm 1923. Ông được giáo dục quân sự ban đầu ở Breslau.